# Boys Playing Leapfrog: Side View
Boys Playing Leapfrog: Side View (em tradução livre, Meninos brincam de pula-carniça: visão lateral) é um filme mudo estadunidense em curta-metragem, realizado em 1887, considerado o primeiro a trazer dois homens nus. É parte do estudo do inventor e fotógrafo britânico Eadweard Muybridge à respeito do movimento dos seres. Atualmente, pode ser visualizado pelo YouTube, encontrando-se em domínio público pela data em que foi realizado.

Por ser uma série de fotografias de Eadweard Muybridge, os modelos aqui estão inteiramente nus. O autor alegava que a ausência de roupas e outros adornos tornava a locomoção humana mais fácil de ser estudada.
Não se trata de um filme como entendemos hoje, mas de uma sequência de fotografias dispostas de forma a criar a impressão de movimento. 